# Маслово (Дзержинский район)
Маслово — упразднённая деревня, вошедшая в черту города Кондрово в Дзержинском районе Калужской области России. Ныне городская улица Пронина (названная в честь знаменитого земляка)

## География
Деревня находилась у реки Шаня (приток Угры, бассейн Оки)

## История
Входила в состав Троицкой волости Медынского уезда  Калужской губернии.

## Известные уроженцы, жители
Иван Константинович Пронин (1868—1945) — зачинатель стахановского движения в бумажной промышленности.

## Инфраструктура
В деревне был трактир крестьянина Ивана Семёновича Старцева.